# Alfred Belzile
Pour les articles homonymes, voir Belzile.
Alfred Belzile (24 août 1907-18 août 1994) est un agriculteur et homme politique fédéral du Québec.

## Biographie
Né à Amqui dans le Bas-Saint-Laurent, il tenta sans succès de devenir député du Parti progressiste-conservateur du Canada dans la circonscription de Matapédia—Matane en 1957. Élu dans cette circonscription en 1958 et réélu en 1962, il fut défait par le libéral René Tremblay en 1963.